# Ресторан Варош-капија у Београду
Ресторан „Варош-капија” у Београду је сто година стар угеститељски објекат и култно место за окупљање у градској општина Стари Град. Основан је одмах по завршетку Првог светског рата, под именом „Космај” 1920. године, у приземљу куће, тада у насењу званом „Варош-капија” данас на Косанчићевом венцу, у крају у коме су настале и прве српске кафана средином 19. века. Први гости, уз пећ бубњару на олајисаном патосу, били су стари београђани и посетиоци Београда, који су се уз добру храну и пиће дружили и опуштали од свакодневних обавеза.
Иако је ресторан „мало модернизован и нашминкан”, чиме је донекле изгубио дух старог Београда, ипак он и даље представља популарно место које кроз два века другује са својим гостима, пркоси времену и прича своје приче онима који сврате на добру храну и чашицу разговора.

## Називи
Када је основан 1920. године, ресторан је добио име „Космај". Након Другог светског рата, 1950-их, име му је промељено у „Топличин венац" по улиици у којој се тада налазиоо. Потом је с краја 20. века ресторан добио ново име „Варош-капија” које и данас носи.

## Положај
Ресторан се налази на десној обали Сава, на адреси Царице Милице 12а, у  старом београдском насељу „Косанчићев венац”, на углу улица маршала Бирјузова и Царице Милице, некој врсти тромеђе Косанчићевог венца, Обилићева венца и Зеленог венца. Ресторан поносно носи име дела београдског „Старог града” који се звао „Варош-капија" (по истоименој капији на шанцу који је опасивао целу београдску варош све до бомбардовања 1862. године када је срушена), Ово име се из разних разлога временом изгубило у модерној комуникацији, тако да се тек понекад овај назив може чути у разговору старијих становника овог дела града, или при помену ресторана „Варош-капија".
У непосредној близини ресторана су неке од најважнијих градских комуникација — улице; Кнез Михаилова, Обилићев Венац и једна од најпрометнијих Бранкова, велика; јавна гаража на Обилићевом венцу, пијаца „Зелени Венац” као један од највећих маркета под отвореним небом и једно од највећих чворишта јавног градског превоза у Београду.
Са осталим деловима Београда ресторан је, са чворишта јавног градског превоза на Зеленом венцу добро повезана, следећим аутобуским линијама: 15, 16, 27Е, 35, 43, 52, 53, 56, 56Л, 65, 67, 68, 71, 72, 75, 77, 84, 95, 704, 706, 707

## Опште информације
Ресторан је смештен у приземњу двоспратне угаоне зграде сазидане у стилу модерне, са посебно придодатом монтажном летњом баштом покривеном стакленим кровом у раму од кованог гвожђа, која не нарушава изглед ове старе грађевине.
Ресторан је на два нивоа, са укупно 55 места за госте. Посебно се издвајају галерија (подељена у потцелине модерног ентеријера, као кутак за госте који желе потпуну приватност), конференцијска сала за 12 особа  и летња башта.

## Карактеристике угоститељске понуде
Од свог настанка па све до данашњих дана ресторан је поред локалних српских специјалитета, своју понуду обогаћиво све разноврснијим гастрономским производима, поштујући жељу и предлоге својих гостију. Тако да данас на менију овог ресторана  доминирају: традиционална српска кухиња, роштиљ, разни гурманлуци као што су рецимо бризле,  ћуретина са млинцима, димљена буткица са млинцима,  оброк салате....као и велики избор куваних јела у склопу дневних менија.

## Радно време
Радно време ресторана је: понедељак - субота од 08 до 24 часа.
Недеља је нерадан дан.